# West-Tsjadische talen
De West-Tsjadische talen vormen een subgroep binnen de Tsjadische talen, die op hun beurt deel uitmaken van de Afro-Aziatische taalfamilie. West-Tsjadische talen worden gesproken in Nigeria en Niger. Van alle West-Tsjadische talen heeft het Hausa de meeste sprekers.

## Verdere onderverdeling
De West-Tsjadische talen worden verder onderverdeeld aan de hand van letters. Op basis van de Ethnologue wordt de volgende indeling gemaakt:
- West-Tsjadische talen A (43 talen)
  - A.1. Hausa-Gwandara (2)
  - A.2. Bole-Tangale (21)
  - A.3. Angas-Gerka (12)
  - A.4. Ron-Fyer (7)
- West-Tsjadische talen B (29 talen)
  - B.1. Bade-Ngizim (5)
  - B.2. North Bauchi (10)
  - B.3. Barawa (14)

Het nog ongeclassificeerde Daza behoort vermoedelijk ook tot groep A.